# Geropogon hybridus
 Geropogon hybridus  Sch.Bip., 1850 è una pianta angiosperma dicotiledone della famiglia delle Asteraceae, unica specie del genere Geropogon L., 1763.

## Etimologia
Il nome scientifico della specie è stato definito per la prima volta dal botanico Carl Heinrich Schultz (1805-1867) nella pubblicazione " Histoire Naturelle des Iles Canaries, ...Tome troisieme [Botanique] pt. 2. Phytographia Canariensis. Paris" ( Hist. Nat. Iles Canaries (Phytogr.) 2: 472) del 1850. Il nome scientifico del genere è stato definito per la prima volta dal botanico Carl Linnaeus (1707-1778) nella pubblicazione " Species Plantarum, Edition 2" ( Sp. Pl., ed. 2. 2: 1109 ) del 1763.

## Descrizione

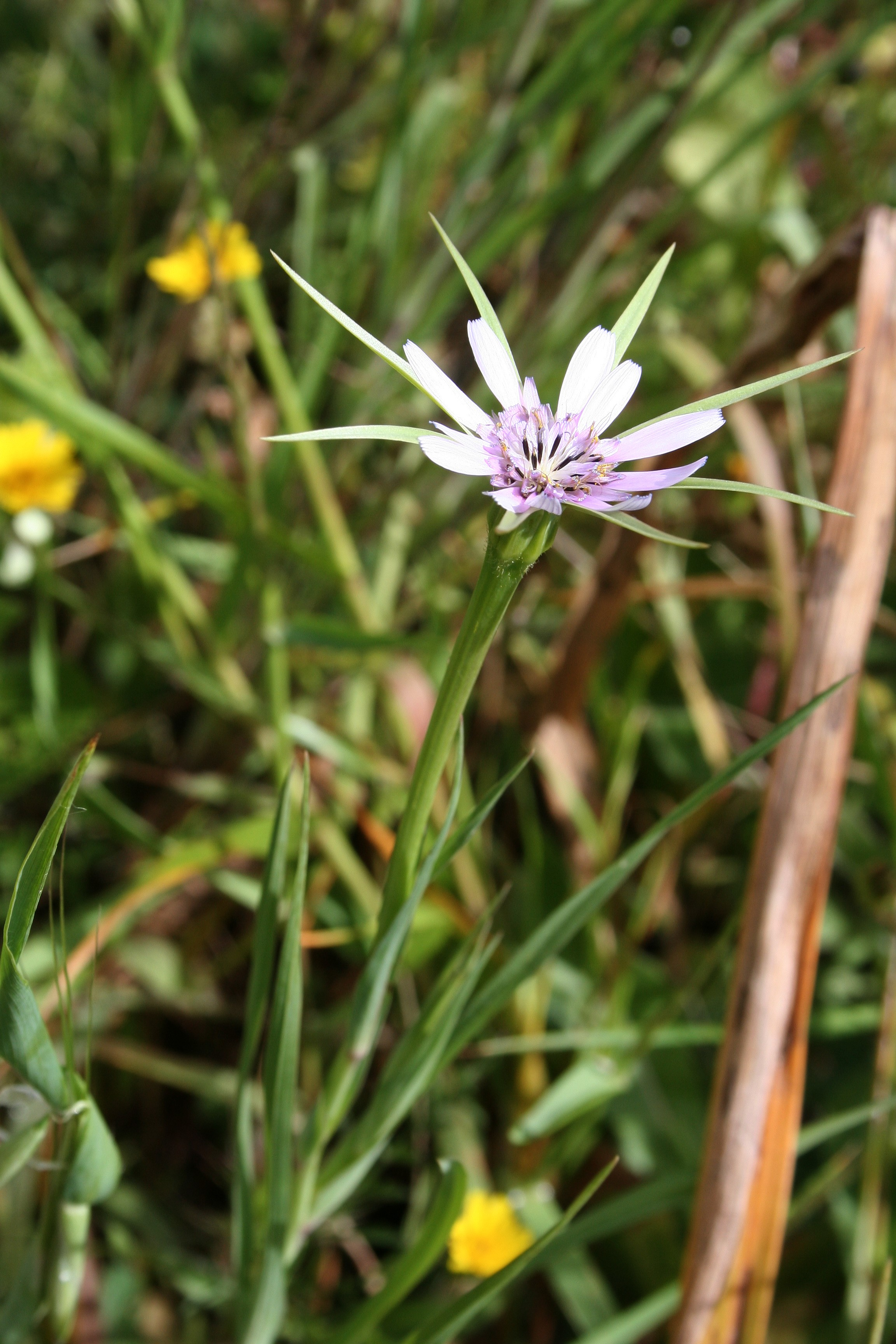
Il portamento

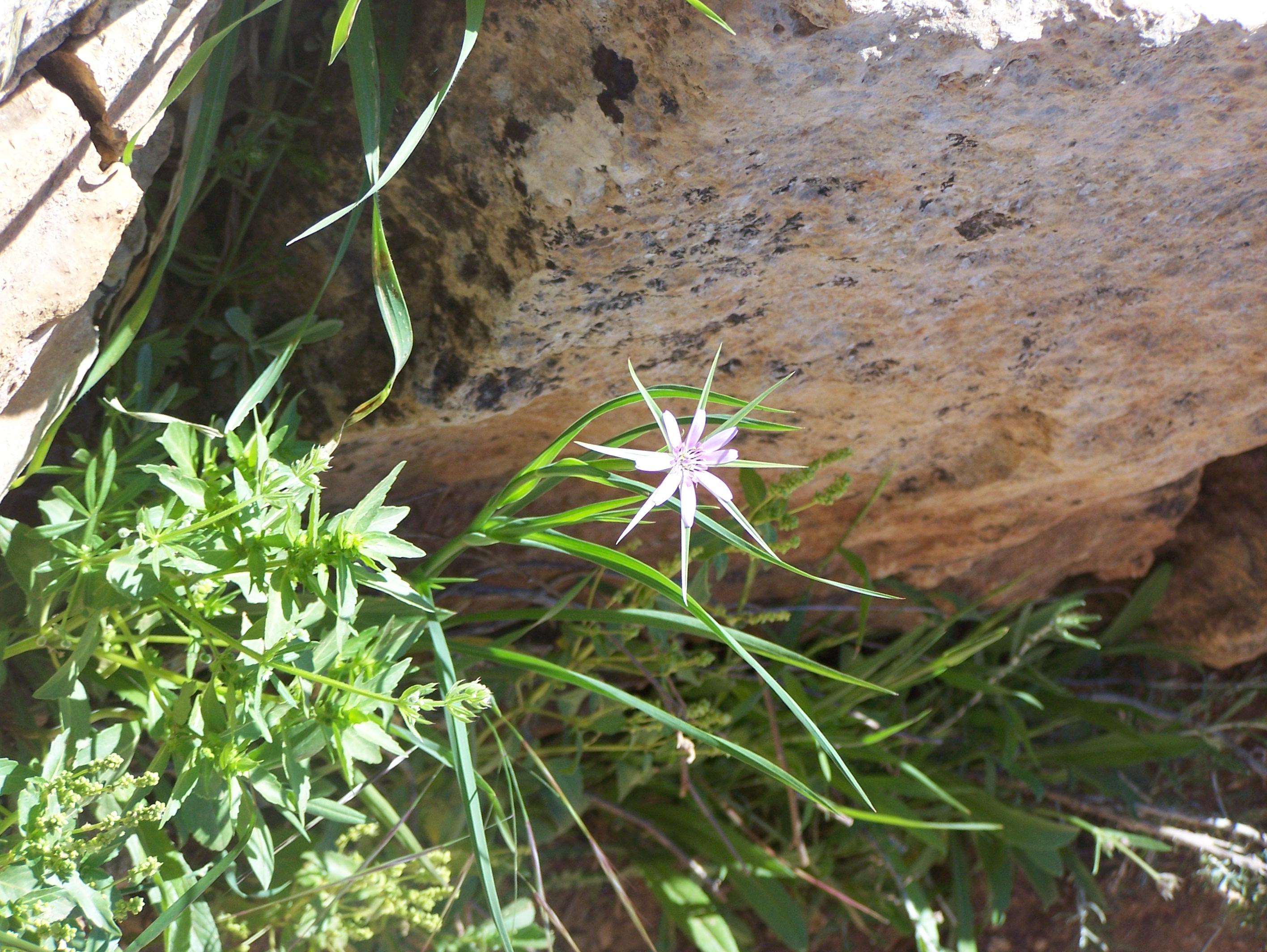
Le foglie

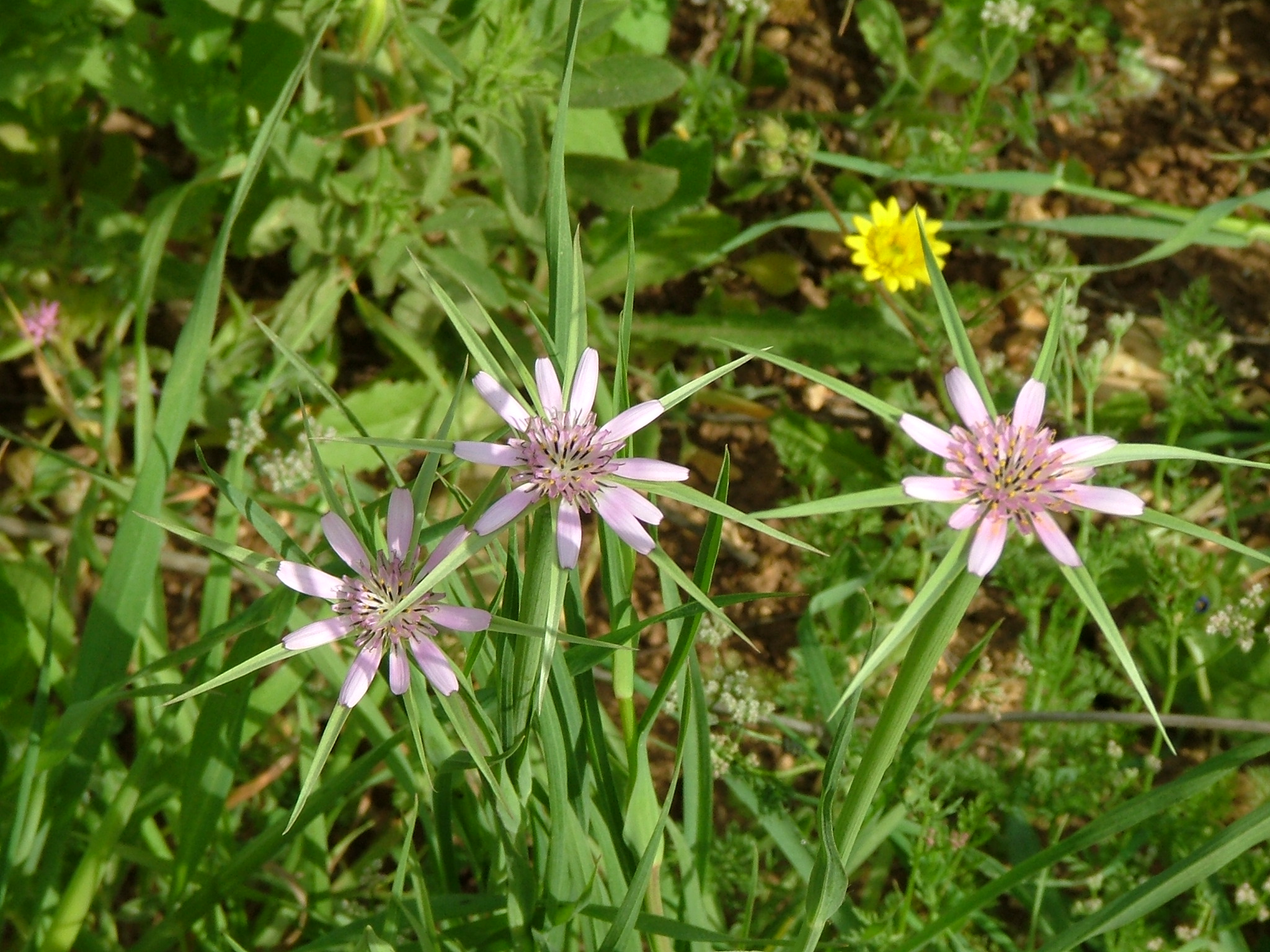
Infiorescenza

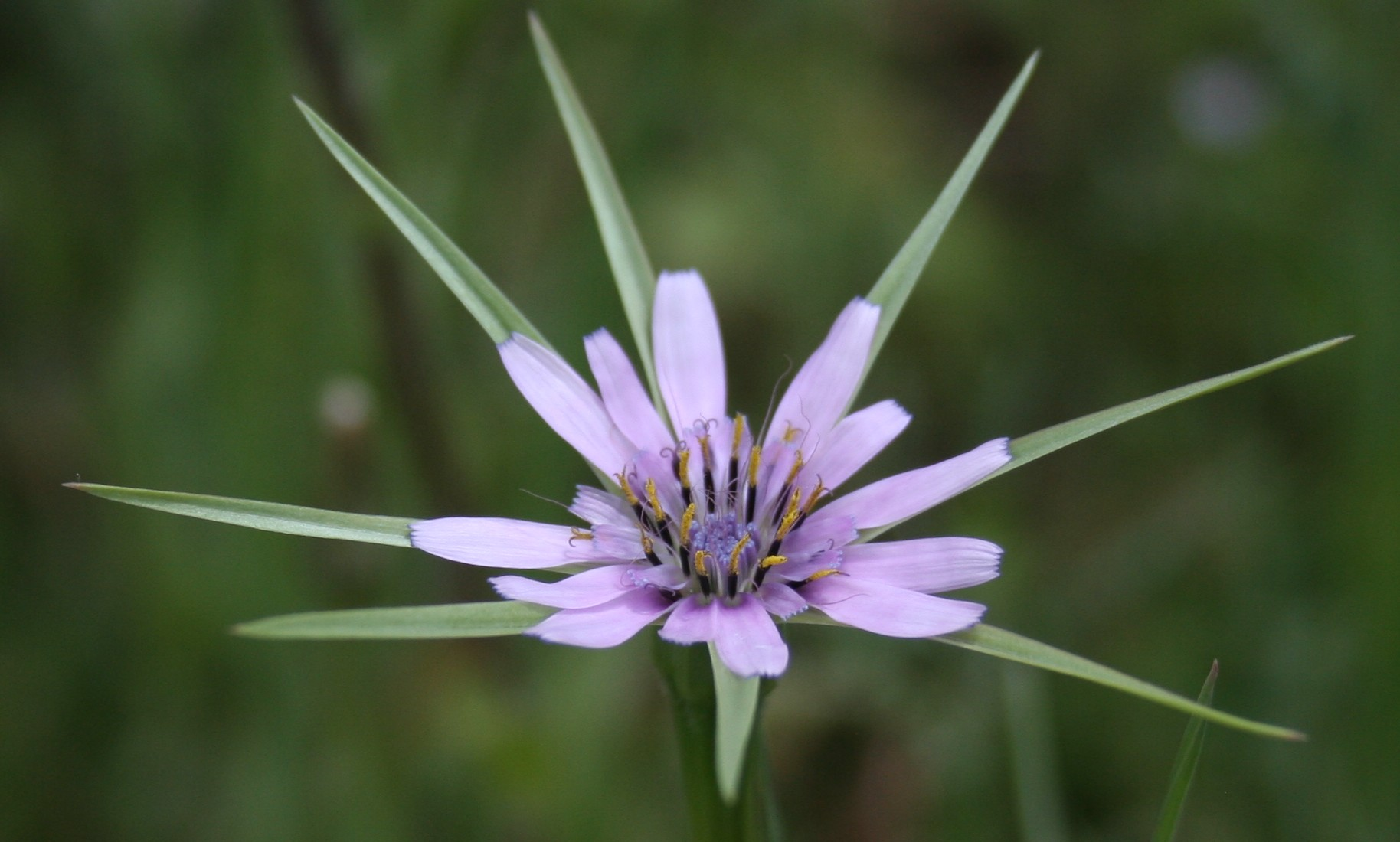
I fiori

Habitus. L'habitus delle specie di queste piante è di tipo erbaceo annuale con superfici sia glabre o mollemente pubescenti. La forma biologica è terofita scaposa (T scap), ossia in generale sono piante erbacee che differiscono dalle altre forme biologiche poiché, essendo annuali, superano la stagione avversa sotto forma di seme e sono munite di asse fiorale eretto e spesso privo di foglie. Altezza massima: 2 - 4 dm. Tutta la pianta è glauca e più o meno glabra. I fusti sono eretti e a sezione cilindrica. Gli organi interni di queste piante contengono lattoni sesquiterpenici.
Foglie. Le foglie lungo il fusto sono sessili e disposte in modo alterno; quelle basali sono rosulate e amplessicauli. La lamina è continua con forme da lineari (graminiformi) a lanceolate strette, apici acuti e base attenuata. Il contorno è intero. I margini sono continui o dentati. La superficie è glabra o tomentosa. Le venature sono parallele (quella centrale è molto prominente). Dimensione delle foglie: larghezza 3 mm; lunghezza 60 – 80 mm.
Infiorescenza. Le infiorescenza sono composte da capolini solitari ma frondosi, per lo più peduncolati, omogami e radiati; sono composti da un involucro cilindrico glabro, formato da 7 - 9 brattee embricate in una serie sola che fanno da protezione al ricettacolo sul quale s'inseriscono i fiori ligulati. Le brattee hanno forme da lineari a lanceolate; a volte possono essere connate. Il ricettacolo è piatto, leggermente peloso. Diametro del capolino: 3 – 5 cm.
Fiori. I fiori sono tetra-ciclici (ossia sono presenti 4 verticilli: calice – corolla – androceo – gineceo) e pentameri (ogni verticillo ha in genere 5 elementi). I fiori sono inoltre ermafroditi e zigomorfi.
- Formula fiorale:

*/x K {\displaystyle \infty }, [C (5), A (5)], G 2 (infero), achenio
- Calice: i sepali del calice sono ridotti ad una coroncina di squame.
- Corolla: le corolle sono formate da una ligula terminante con 5 denti (la corolla non sporge oltre le brattee dell'involucro); il colore è violetto-porpora; la superficie può essere sia pubescente che glabra; le ligule in genere sono incurvate all'esterno (disposizione radiale).
- Androceo: gli stami sono 5 con filamenti liberi e distinti, mentre le antere sono saldate in un manicotto (o tubo) circondante lo stilo.[14] Le antere alla base sono acute. Il polline è 2-colporato (con due aperture di tipo isodiametrico o tipo poro), è echinato (con punte) e anche "lophato" (la parte più esterna dell'esina è sollevata a forma di creste e depressioni).[15]
- Gineceo: lo stilo è filiforme. Gli stigmi dello stilo sono due divergenti, filiformi, ricurvi con la superficie stigmatica posizionata internamente (vicino alla base).[16] L'ovario è infero uniloculare formato da 2 carpelli.
- Fioritura: da aprile a giugno.

Frutti. I frutti sono degli acheni con pappo. Gli acheni, ristretti all'apice, hanno delle striature longitudinali (alcuni sono alati). La superficie glabra o con ghiandole (raramente è sericea). Non è presente il carpoforo; mentre all'apice dell'achenio è presente un becco più lungo dell'achenio stesso. Il pappo negli acheni più interni è piumoso per morbide proiezioni laterali (pappo fimbriato); negli acheni esterni il pappo è formato da 5 setole scabre. Il pappo è inserito in un anello cartilagineo all'apice dell'achenio. Lunghezza degli acheni: 16 – 25 mm. Lunghezza del pappo: 13 – 15 mm.

## Biologia
- Impollinazione: l'impollinazione avviene tramite insetti (impollinazione entomogama tramite farfalle diurne e notturne).
- Riproduzione: la fecondazione avviene fondamentalmente tramite l'impollinazione dei fiori (vedi sopra).
- Dispersione: i semi (gli acheni) cadendo a terra sono successivamente dispersi soprattutto da insetti tipo formiche (disseminazione mirmecoria). In questo tipo di piante avviene anche un altro tipo di dispersione: zoocoria. Infatti gli uncini delle brattee dell'involucro si agganciano ai peli degli animali di passaggio disperdendo così anche su lunghe distanze i semi della pianta.

## Distribuzione e habitat
- Geoelemento: il tipo corologico (area di origine) è Steno-Mediterraneo.
- Distribuzione: la distribuzione di questa specie è mediterranea (Africa, Anatolia e Asia minore) e europea.[2] In Italia è presente al Centro e al Sud (isole comprese).
- Habitat: l'habitat preferito per queste piante sono gli incolti e i pascoli aridi.
- Distribuzione altitudinale: sui rilievi, in Italia, queste piante si possono trovare fino a 1.000 m s.l.m..
- Ambiente fitosociologico: "Veronico-Fumarion" e "Ridolfion segeti" (aree sinantropiche delle culture mediterranee primaverili).[12]

## Tassonomia
La famiglia di appartenenza di questa voce (Asteraceae o Compositae, nomen conservandum) probabilmente originaria del Sud America, è la più numerosa del mondo vegetale, comprende oltre 23.000 specie distribuite su 1.535 generi, oppure 22.750 specie e 1.530 generi secondo altre fonti (una delle checklist più aggiornata elenca fino a 1.679 generi). La famiglia attualmente (2021) è divisa in 16 sottofamiglie.

### Filogenesi
Questo genere appartiene alla sottotribù Scorzonerinae della tribù Cichorieae (unica tribù della sottofamiglia Cichorioideae). In base ai dati filogenetici la sottofamiglia Cichorioideae è il terz'ultimo gruppo che si è separato dal nucleo delle Asteraceae (gli ultimi due sono Corymbioideae e Asteroideae). La sottotribù Scorzonerinae è il secondo clade che si è separato dalla tribù.
La tribù Scorzonerinae è individuata dai seguenti principali caratteri:
- l'indumento di queste piante è morbido fatti di piccoli peli;
- le foglie sono parallelinervie indivise;
- le setole del pappo sono provviste di morbide proiezioni laterali (una fila di cellule appiattite);
- il polline è tricolporato con 2 lacune;
- l'areale (nativo) della sottotribù è relativo al Vecchio Mondo.

All'interno della sottotribù sono stati individuati diversi cladi, alcuni in posizione politomica. Il genere di questa voce, da un punto di vista filogenetico, si trova in una posizione centrale e con il genere Tragopogon forma un "gruppo fratello".
I caratteri distintivi per le specie di questo genere ( Geropogon) sono:
- il ciclo biologico è annuale;
- l'involucro ha una sola serie di brattee;
- il pappo negli acheni più interni è piumoso; negli acheni esterni è formato da 5 setole scabre;
- il carpoforo è assente;
- i tannini sono presenti.

Si differenzia inoltre dal vicino genere Tragopogon in quanto gli acheni esterni sono privi di anello e il pappo è formato da peli semplici o scabri.
Il numero cromosomico delle specie di questo genere è: 2n = 12 o 14 (diploide).

### Sinonimi
Sono elencati alcuni sinonimi per questa entità:
- Geropogon australis Spreng.
- Geropogon glaber  L.
- Geropogon hirsutus  L.
- Tragopogon geropogon  Rouy
- Tragopogon glaber  (L.) Hill.
- Tragopogon hybridus  L.